# Dan Zimmermann
Daniel Hans Erwin Zimmermann (Nürnberg, 30. listopada 1966.) je bubnjar njemačkih power metal sastava Gamma Ray i Freedom Call. Dan se pridružio Gamma Rayu 1997. godine, na albumu Somewhere Out in Space, a Freedom Call je osnovao s Chris Bayem 1998. godine.
Prije Gamma Raya, svirao je u sastavu Lanzer.

## Diskografija

### Gamma Ray
- Somewhere Out in Space (1997.)
- Power Plant (1999.)
- No World Order (2001.)
- Majestic (2005.)
- Land of the Free II (2007.)
- To the Metal! (2010.)

### Freedom Call
- Stairway to Fairyland (1999.)
- Crystal Empire (2001.)
- Eternity (2002.)
- The Circle of Life (2005.)
- Dimensions (2007.)
- Legend of the Shadowking (2010.)
- Land of the Crimson Dawn (2012.)

## Vanjske poveznice
- Dan Zimmermann, službene stranice
- Gamma Ray, službene stranice